# Goryphus pictipennis
Goryphus pictipennis är en stekelart som först beskrevs av André Seyrig 1952.  Goryphus pictipennis ingår i släktet Goryphus och familjen brokparasitsteklar. Inga underarter finns listade i Catalogue of Life.